# Sân bay Kigoma
Sân bay Kigoma (IATA: TKQ, ICAO: HTKA) là một sân bay ở thành phố Kigoma, Tanzania.